# Rosazia
Rosazia (in corso Rosazia) è un comune francese di 59 abitanti (2006) situato nel dipartimento della Corsica del Sud nella regione della Corsica.

## Società

### Evoluzione demografica
Abitanti censiti